# Erfurtská stezka
Erfurtská stezka (také Sedlecká stezka) je pojmenována podle hradu a župy Sedlecké a německého města Erfurt, mezi kterými bylo udržováno hlavní spojení v nejstarších dobách. Vedla z Prahy přes Hostivice a u Tuchlovic se dělila na severní a jižní rameno.
Hlavní severní trasa vedla na Řevničov, Hředle a dále přes Krupsko a Krahulec ke Kounovu do Sedlece, Kraslic a dále do Německa.
Vedlejší jižní trasa měla procházet přes Rakovník, Jesenici, Rabštejn nad Střelou, Žlutice, Loket a v Jindřichovicích se připojovala ke hlavní stezce.
Francká větev Sedlecké stezky ze Sedlece pokračovala údolím Ohře mezi Slavkovským lesem a Krušnými horami na Cheb a dále údolím Mohanu do Würzburgu.
S cestou souvisí nálezy římských mincí z první poloviny 3. století na Krupsku, kterou zde přetínala cesta vedoucí ze Žluticka přes Rokyto a Kostelec, který stával okolo kostela v Krupé k Dřevíči.

## Trasa cesty
- Praha
- Hostivice
- Tuchlovice

### Hlavní severní rameno
- Strašecí
- Řevničov
- Hředle - pod Stráží přes Čihadlo, Háj, k cihelnám
- Krupsko - okolí obce Krupá
- ? Krahulec
- Mutějovice
- Kounov
- ? Podbořany - na blízkém vrchu Rubín se údajně nacházelo bájné slovanské hradiště Wogastisburg
- Pětipsy (Fünfhunden)
- ? Hradec (Burgstadtl) - doložené hradiště z 8. století
- Kadaň (jihovýchodní, částečně stojící brána se nazývala Pražská (ale i Žatecká) a dokládá směr cesty na Prahu) – ?brod, ?most a odtud po levém břehu Ohře
- Klášterec nad Ohří (existence zaniklé Kadaňské brány dokládá, že od Kadaně musela přicházet cesta, pokračující dále Chebskou branou směrem ke Karlovým Varům a na Cheb)
- (Nový) Šumburk - hrad, naproti je vrch s názvem Hradiště, a dále hrad Perštejn (Borschenstein)
- Stráž nad Ohří[2] (Warta) - hrady Hauenštejn (Horní Hrad) a Himlštejn. Celní skála, ve skalní stěně nad řekou vytesaná stezka, kde se vybíralo clo.
- ? pak šla přes Zwieselbach (?přes potok Bystřice, podobně jako u Rotavy v Amálském údolí je potok Bystřina (Prudký potok), pravostranný přítok Rotavského potoka, který se po staletí jmenoval Zwieselbach (Vidlicový potok))
- ? na starodávný Zollsteig ke mlýnu Dermitzerovskému, Jelitzgrabenu[3]
- Vojkovice (Wickwitz) - jižně na levém břehu řeky u soutoku s Bystřicí je staroslovanské hradiště, Burgstadt dříve zvané Holzburg podle stop dřevěné tvrze
- ? a ke Kamenu Mostu a překročivši Ohárku[3]
- Radošov (Rodisfort) - Radovanův Brod, později  zde byl vybudován krytý dřevěný most, celnice, hradiště Stengelberg a naproti přes řeku hradiště Lišcí vrch (Thebisberg)
- mezi Ostrovem (Schlackenwerth) a Sedlecem (dnes část Karlových Varů)
- Dolní a Horní Chodov (Chodau)
- Jindřichovice (Heinrichsgrün)
- Kraslice (Graslitz)
- Kraslický průsmyk (538 m n. m.) - sníženina, protékaná horním tokem Svatavy
- Klingenthal
- Plavno (Plauen)
- Erfurt

### Vedlejší jižní rameno
- Rynholec
- Pecínov
- Ruda
- Mostek
- Slatina
- Rakovník
- Jesenice
- Rabštejn nad Střelou
- Žlutice
- Bochov (Buchau)
- Loket ve 13. století nové správní středisko, které nahradilo starší Sedlec
- v Jindřichovicích připojovala ke hlavní stezce

## Místopisné citace a poznámky
- Poloha sousedící s Krupskem dnes zvaná na Příči, nazývala se dříve asi „u Prtice „. Od ní má své jméno přiléhající k ní část naší obce, zvaná lidově Huprtice. Dříve se totiž k slovům mající v názvosloví samohlásku předrážel na poddžbánském pořečí spirant h. Místo u Adamů, u Urbanů, Anka apod. Slovo prtice je zdrobnělý tvar k appelatívu prť, který u Slováků značí cestu, stezku vedoucí po návrší, po horách. Jinak též Slováci říkají pirť. Je to slovo převzaté našimi předky od Keltů v době laténské, příbuzné kornickým pyrte a s kymrickkým ffyrdd „cesta „. Ozývá se i v názvu místa, kde cesta Erfurtská opouští území Čech – Vejprty. Srov. též srbochorv.prtiti, tj. raziti, klesati cestu, prt prtina „sanice „cesta ražená ve sněhu. Také v Kounově jedna část obce nazývá se Huprtice a my již se zmínili, že cesta Erfurtská vedla též na Kounov.

- Nejstarší cestou v okolí Ostrova je Sedlecká stezka, kterou tvořily větve erfurtská a franská. Erfurtská vcházela do údolí Ohře Kraslickým průsmykem. Franská procházela Chebem v údolí Ohře mezi Slavkovským lesem a Krušnými horami. Obě pak procházely Sedlecem, kde sídlilo předkolonizační správní středisko. Podle něj byla stezka dále nazývána. Do vnitrozemí vedla původně údolím řeky Ohře. To dosvědčuje v úvodu zmíněný úsek vytesaný ve skále u Stráže nad Ohří. Tato cesta byla úzká a těžko schůdná, vhodná jen pro soumary a pěší. Ze Sedlece do Stráže vedla nejspíše jako výšinná stezka.

- Citace z knihy: „Kromě těchto dvou hlavních cest se užívalo ještě cesty vedlejší, která v blízkosti Tuchlovic odbočovala na Rakovník, procházela Jesenicí, přes Žlutice směřovala na Loket a dále, kde splynula se stezkou erfurtskou.“ Jenže nemá uvedené období, kterého se týká. Jisté je, že v nejstarších dobách nemohla vést Oráčovským údolím, musela vést přes Čížkov (Šmikousy?) a Bedlno, údolí bylo úzká soutěska, ideální místo na přepadení, navíc bažinatá, pro obchodní cesty tudíž nevhodná.